# Bencsik István (pedagógus)
Bencsik István (Fülekpilis, 1910. október 6. – Budapest, 1998. július 10.) magyar középiskolai tanár, egyetemi tanár, főispán, országgyűlési képviselő, államtitkár.

## Élete
1910-ben született Fülekpilisen, kisparaszti – más adat szerint alkalmazotti – családba. Apja Bencsik István gazdatiszt, anyja Chirilla Ilona. Az elemi iskolát Felsőkelecsényben és Felsőnyárádon, gimnáziumi tanulmányait a miskolci Lévay József Református Gimnáziumban és Sárospatakon végezte. A sárospataki református gimnáziumban érettségizett, majd a budapesti tudományegyetemen szerzett matematika–fizika szakos középiskolai tanári diplomát 1934-ben. Egyetemi évei alatt tagja volt az Eötvös Collegiumnak. Még egyetemista korában kezdett el naplót írni, amelybe halála előtti héten került az utolsó bejegyzés.
Diplomája megszerzését követően három évig a nyíregyházi evangélikus gimnázium kollégiumában dolgozott felügyelő tanárként. 1937-től 1943 januárjáig az orosházi evangélikus gimnáziumban tanított, majd a szarvasi mezőgazdasági középiskola tanára lett. 1945-től 1947-ig az Ideiglenes Nemzeti Kormány megbízásából az iskola igazgatója volt.
1944 októberében a Nemzeti Parasztpárt tagja lett; a pártnak volt helyi, járási és megyei titkára is. Papp Andor felmentése után 1947. november 12-től 1948. augusztus 14-ig Zala vármegye főispánja volt. 1948 áprilisában az NPP országos vezetőségének is tagja lett. Főispáni megbízásának lejártával a Földművelésügyi Minisztérium adminisztratív államtitkárává nevezték ki; tisztségét 1950. június 1-ig viselte. Az 1947. augusztus 31-i választásokon a párt országos listájáról pótképviselővé választották, behívására 1948. november 26-án került sor. 1948-ban belépett a Magyar Dolgozók Pártjába. 1949. május 15-én a Magyar Függetlenségi Népfront országos listáján országgyűlési képviselővé választották.
1950 júniusában a Mezőgazdasági Tudományos Központ főtitkára lett, majd 1952-től az FM Kísérletügyi és Propaganda Főosztályának vezetője volt. 1953 szeptemberétől 1956-ig a Debreceni Mezőgazdasági Akadémia igazgatója volt. 1954-től a Hazafias Népfrontban is tevékenykedett; 1957 októberében bekerült a HNF Országos Tanácsába. 1957-ben az MSZMP tagja lett. 1958-tól agráregyetemi tanár volt Debrecenben. 1962-ben az akadémiából lett négyéves főiskola, majd ötéves képzési idejű agráregyetem rektora lett. 1970-ig vezette a matematika–fizika tanszéket. 1962 májusában az HNF Országos Elnökségébe is beválasztották. 
1963. február 24. és 1967. január 18. között a Hazafias Népfront Hajdú-Bihar megyei listáról újra bekerült az országgyűlésbe, 1967. március 19. és 1975. április 11. között Hajdú-Bihar megyei 11. és 17. számú egyéni választókerület képviselője volt. 1967-től az országgyűlés mezőgazdasági bizottságának elnöke. 1970. április 23. és 1974. június 30. között a HNF főtitkára volt. Vezetőségi tag volt a TIT-ben és a MTESZ-ben is. 1974-ben Kádár János kérésére nyugdíjba vonult. A Debreceni Agrártudományi Egyetem 1978-ban a Doctor Honoris Causa címet adományozta számára. 1998. július 6-án agyvérzést kapott, és négy nappal később Budapesten elhunyt. 2010 óta szobra áll az egyetem kertjében. 
1938-ban feleségül vette Csiha Saroltát. Három gyermekük született.

## Díjai, elismerései
- Magyar Népköztársasági Érdemrend 5. fokozat (1950)
- Munka Érdemrend (1957, 1959)
- Munka Érdemrend arany fokozata (1966, 1970)
- Felszabadulási Jubileumi Emlékérem (1970)
- Mezőgazdaság Kiváló Dolgozója (1970)
- Hazafias Népfront Kitüntető Jelvénye (1975)
- Szocialista Magyarországért Érdemrend (1980)
- Magyar Népköztársaság Aranykoszorúval Díszített Csillagrendje (1985)

## Fordítás
Ez a szócikk részben vagy egészben  az   István Bencsik (pedagogo) című eszperantó Wikipédia-szócikk fordításán alapul.  Az eredeti cikk szerkesztőit annak laptörténete sorolja fel. Ez a jelzés csupán a megfogalmazás eredetét és a szerzői jogokat jelzi, nem szolgál a cikkben szereplő információk forrásmegjelöléseként.
| Elődje: Papp Andor | Zala vármegye főispánja 1947. november 12. - 1948. augusztus 14. | Utódja: Barati József |